# Kopeisk
Kopeisk - Копейск (rus) és una ciutat de l'óblast de Txeliàbinsk, a Rússia. És a 15 km a l'est de Txeliàbinsk.

## Història
El 1907 un grup de miners començà a explotar un jaciment de carbó a Txeliàbinsk, prop del poble de Tugaikul. La vila aconseguí l'estatus de possiólok (poble) el 1928 i el de ciutat el 20 de juny de 1933.